# 馬川村
馬川村（うまかわむら）は、秋田県中央部に位置していた村。

## 歴史
- 1889年4月1日 - 町村制施行により南秋田郡上樋口村、久保村、高崎村、館越村が合併し、馬川村が発足。
- 1942年4月1日 - 五城目町に編入され消滅。

## 著名出身者
- 館岡栗山 (日本画家)
- 築地俊龍 (野球選手)
- 鳥井森鈴 (民謡歌手)